# Visconde de Azenha
Visconde de Azenha foi um título nobiliárquico criado por carta de 12 de julho de 1823, do rei D. João VI de Portugal, a favor de Martinho Correia de Morais e Castro.

## Titulares
1. Martinho Correia de Morais e Castro (1771-1833), 1.º visconde de Azenha.
2. Bernardo Correia Leite de Morais Almada e Castro (1806-1869), 2.º visconde e 1.º conde de Azenha.